# Ченцово (Заокский район)
Ченцово — деревня в Заокском районе Тульской области России.
В рамках административно-территориального устройства входит в Русятинский сельский округ Заокского района, в рамках организации местного самоуправления включается в Малаховское сельское поселение.

## Название
От фамилии владельца Ченцова, имевшего в этом месте чугунолитейный завод.

## География
Деревня находится в северной части Тульской области, в зоне хвойно-широколиственных лесов, на берегах реки Скниги.

### Климат
Климат характеризуется как умеренно континентальный. Среднегодовая многолетняя температура воздуха составляет 4,6 °С. Средняя температура воздуха самого холодного месяца (января) — −10,3 °C (абсолютный минимум — −33,9 °C); самого тёплого месяца (июля) — 18,2 °C (абсолютный максимум — 33,2 °C). Безморозный период длится в течение 132—147 дней. Продолжительность вегетационного периода составляет около 180 дней. Среднегодовое количество атмосферных осадков составляет 572 мм, из которых большая часть (около 70 %) выпадает в тёплый период. Снежный покров держится в течение 135 дней. Среднегодовая скорость ветра составляет 3 м/с.

### Часовой пояс
Деревня Ченцово, как и вся Тульская область, находится в часовой зоне МСК (московское время). Смещение применяемого времени относительно UTC составляет +3:00.

## История

### Усадьба Ченцово
В переписной книге (1662) об усадьбе в Ченцово не упоминается. Датский подданный, промышленник и инженер Марселис Пётр Гаврилович и его тесть нидерландский купец, рудопромышленник Акема Филимон Филимонович осуществили (1652) строительство железопередельных заводов и первый в России оружейный завод на реке Скнига (принято называть «Каширские заводы»). Заводы посетил Пётр I (ноябрь 1695 и сентябрь 1696) при возвращении из под Азова, о чём сделал запись в своём дневнике Патрик Гордон. Усадьба была заново отстроена (1670-е) и представляла весьма своеобразный архитектурный ансамбль. Переписная книга (1692) сообщает о существовании здесь 2-х дворов принадлежащих Х. Марселису. Малый, подобно двору на соседнем, Саломыковском заводе, для проживания владельцев не использовался: здесь жил приказчик, до него — пастор. Построек на нём было немного: при наличии 4 светлиц отсутствовали баня, воротная изба, хозяйственные клети, амбары, омшаник, житницы, овин, мякинник. Но многое из перечисленного владельцам здесь и не требовалось: в их распоряжении имелся расположенный неподалёку другой двор со множеством построек самого разнообразного назначения. Территорию усадьбы владельца Марселиса огораживал высокий забор, традиционно изолировавший усадьбу от всего окружения, в том числе от находившегося поблизости завода и примыкавшей к ней немецкой слободы. На внутренний двор усадьбы можно было попасть только через крепкие створчатые ворота, при которых имелась караульная изба. О распланировке различных по характеру и назначению деревянных усадебных построек, сведений не сохранилось. Известно, что здесь располагались немецкая кирха и 3-х этажные хоромы владельца. Сосновое 3-х этажное здание с 12 светлицами, сенями, чердаком и 2 гульбищами, крытое тёсом шатром с двумя трехсаженными погребами под ним и «балясами» вокруг. В описании интерьеров отмечена разнообразная мебель: столы (2 дубовых и 2 сосновых, один обит кожею), 4 кровати (2 «дощатые», одна «столярного дела»), шкафы и полки, изразцовые печи, 2 очага с кирпичными трубами, лавки «с опушками», подволоки и дощатые полы, в окнах стеклянные окна немецкой работы и железные решетки с кольцами. Позади сеней находилась изба с сенями, возможно, поваренная. Остальные строения, если не считать ещё четыре жилые избы, были хозяйственными: каретные сараи, конюшня, амбары, скотный двор, поварня, ледник, погреб, баня. Самым примечательным в ченцовской усадьбе были её садовые затеи. Их назначение было уже не только утилитарным — пруды, не плодовые деревья и монументальная беседка-теремец были заведены для удовольствия. Регулярная разбивка парка прослеживается и в рядах лип, высаженных между аллеями в поперечном направлении. Вероятно, ими выгораживались характерные для барочных голландских садов «зелёные кабинеты». Здесь была одна из крупнейших к югу от Москвы колоний иноземцев, имевшая своих лекаря и портного, а также школу.
Ввиду отсутствия потомства у хозяев усадьбы, она была пожалована Петром I своему дяде боярину Нарышкину Льву Кирилловичу (1664—1705), который владел усадьбой (с 1690). Во 2-й половине XVIII века владелец его внук Нарышкин Лев Александрович (1733—1799), который и построил в Ченцово храм Александра Кипрского (1758), затем наследовал его сын гофмейстер Нарышкин Дмитрий Львович (1764—1838), женатый на княжне, фрейлине, фаворитке императора Александра I — Марии Антоновне Святополк-Четвертинской (1779—1854), потом усадьба переходила к их потомкам.
После революции 1917 года в главном доме разместилась школа.
Сохранились: массив парка — правильной формы, расположенный на левом берегу р. Скниги, небольшой двухэтажный каменный дом (2-я половина XIX века), стоящий в начале парка, на него ориентирована старая липовая аллея, идущая вдоль 3 прудов, другая липовая аллея идет параллельно первой вдоль старой дороги и выходит на старинную заводскую плотину, церковь Александра Кипрского с чертами барокко, сельское кладбище со старинными надгробиями.
К.и.н. Игорь Юркин, на основании исторических документов утверждал, что в Ченцово проездом из Москвы в Воронеж бывал Пётр I Алексеевич.

## Население
| 1859 | 1915 | 2002 | 2010 |
| ---- | ---- | ---- | ---- |
| 176  | ↘130 | ↘3   | ↗8   |

## Инфраструктура
Личное подсобное хозяйство с зоной сельскохозяйственного использования, индивидуальная застройка усадебного типа.

## Достопримечательности, памятные места

### Церковь Александра Кипрского
Церковь Александра Кипрского (Римского) — действующий православный храм, памятник архитектуры середины XVIII века, охраняется государством.
Кирпичная церковь в стиле барокко, построенная (1758) помещиком Нарышкиным, на свои средства. Представляет собой восьмерик на четверике с равновеликими притворами и алтарем, небольшой трапезной, связанной с колокольней в стиле классицизма. Наличники, пилястры, карниз-антаблемент механически наложены на геометрически незамысловатые, но несколько утяжеленные объёмные классические формы. Иконостас великолепно вписан в неширокое, уходящее ввысь пространство внутреннего убранства. Столь удачное решение получилось благодаря пластической выразительности замысловатой изломанной формы и согласованности членений горизонтальной формы. Тонкая, аккуратная, позолоченная резьба использована в оформлении царских врат, картуше главной иконы праздничного ряда и в распятии, венчающем всю композицию. Имеются два предела: холодный в честь святого мученика Александра Кипрского и в трапезной тёплый в честь Казанской Божией Матери. Имевшаяся в храме икона Казанской Божией Матери местоночтимая, как чудотворная. Притч состоял из священника и псаломщика. Церкви принадлежали 3 десятины земли и полевой 36 десятин.
В состав прихода, кроме села, входили деревни: Яблонево, Саломыково, Богатьково, Филатово и Квакино. Всех прихожан числилось 606 человек мужского пола и 671 женского, с том числе 11 человек раскольники.
В советское время храм не закрывался.

### Ченцовское кладбище
На местном кладбище похоронен солист Большого театра Николай Низиенко, инициатор проведения в рамках проекта «Матине в Дворяниново» в расположенной по соседству усадьбе Дворяниново бесплатных концертов, в программе которых арии из опер, романсы и русские народные песни

## Транспорт
Деревня доступна автотранспортом.